# El Gordo: una historia verdadera
El Gordo: una historia verdadera es un telefilme español estrenado el 28 de marzo de 2010, basado en una historia real, la de la Familia Lavigueur, que ganó un premio de 7.650.267 $ jugando a la lotería.

## Argumento
El telefilme relata la historia de una familia que se ha quedado recientemente sin uno de sus pilares, la madre, y con grandes problemas entre los que algunos son económicos. Tres meses después de la muerte de la madre, deciden jugar al sorteo nacional de lotería. Sorprendentemente para todos los miembros de la familia, les toca el premio más alto, el denominado el "Gordo". Tras el grandioso acontecimiento llegan muchos más problemas de los que ya tenía la familia.
Lo que se quiere demostrar con este telefilme es que por mucho dinero que se tenga, los problemas se suceden solos, así como la forma en que mucha gente se quiere aprovechar de las denominadas "buenas personas".

## Reparto
- Antonio Gil como Luis, el padre.
- Gloria Muñoz como Mercedes, la madre.
- Oona Chaplin como Silvia, la hija mayor.
- Álex Barahona como José Luis, el hijo mayor.
- Natalia Moreno como Paloma, la hija pequeña.
- Carlos Rodríguez como Miguel, el hijo pequeño.
- Gorka Lasaosa como Juan, el novio de Paloma.
- Joaquin Climent como el tío Paco.
- Javier Pereira como Tomás.
- Lorena Santos como Monica.
- Tony González como Javier.
- Felix Granado como abogado.